# Jerome Hellman
Jerome Hellman (Nueva York, 4 de septiembre de 1928 – Egremont (Massachusetts), 26 de mayo de 2021) fue un productor de cine estadounidense, conocido principalmente por ser el productor de la oscarizada Cowboy de medianoche (1969). Su película de 1978 El regreso fue nominada en la misma categoría.

## Biografía
Nació en la típica familia judía neoyorkina. Comenzó su carrera como cazatalentos por la Ashley/Steiner Agency y, en breve, formó su propia empresa: la Jerome Hellman Associates, con la que representó a directores, escritores y productores de la época dorada de la televisión.
Tuvo su primer contacto con la producción al ejercer de productor ejecutivo de cliente, Presidente y Productor Worthington C. Miner, en los últimos días de rodaje de la Unidad Cuatro, junto a George Roy Hill, Franklin Shaffner y Fielder Cook, produciendo dramas para la NBC (1955–57).  Después de dejar la NBC, Hill, Shaffner y Cook pasó a dirigir tareas en Playhouse 90, la primera serie dramática de televisión de 90 minutos del nuevo estudio de CBS en la costa oeste. En 1959, Hellman disolvió su agencia de talentos y se dedicó a producir películas exclusivamente. Se asoció con George Roy Hill y produjo su primera película, The World of Henry Orient (1964), con George Roy Hill dirigiendo, protagonizada por Peter Sellers (en su primera película hecha en Estados Unidos), Angela Lansbury y Tom Bosley.
Durante los siguientes 25 años, produjo seis películas más: Un loco maravilloso (A Fine Madness) (1966) protagonizado por Sean Connery, Joanne Woodward y Jean Seberg; Cowboy de medianoche (Midnight Cowboy) (1969) protagonizado por Dustin Hoffman y Jon Voight; Como plaga de langosta (The Day of the Locust ) (1975) con Donald Sutherland, Karen Black, Burgess Meredith y William Atherton; El regreso (Coming Home) (1978) con Jane Fonda, Jon Voight y Bruce Dern; Promises in the Dark (1979), also dirigida por Hellman, con Marsha Mason y Ned Beatty; y La Costa de los Mosquitos (The Mosquito Coast) (1986) con Harrison Ford, Helen Mirren y River Phoenix.
Su colaboración con el director John Schlesinger y guionista Waldo Salt en la producción de Cowboy de medianoche ganaron siete nominaciones a los Premios Öscar  y ganó tres de ellos (Mejor película, Mejor Director y Mejor guion original).  This creative team would last through The Day of the Locust and the early production stages of Coming Home.
El regreso, dirigida por Hal Ashby, recibió ocho nominaciones de la Academia incluido Mejor Película. Ganó tres de ellos Jon Voight (Mejor Actor), Jane Fonda (Mejor actriz), y Waldo Salt, Robert C. Jones y Nancy Dowd (Mejor guion original).
En 1995 fue miembro del jurado del 19.º Festival Internacional de Cine de Moscú.
Tuvo un infarto doce añis antes de su muerte. Falleció de una larga enfermedad en su casa de Egremont (Massachusetts) el 26 de mayo de 2021, a la edad de 92 años.

## Filmografía

### Productor
- The World of Henry Orient (1964)
- A Fine Madness (1966)
- Midnight Cowboy (1969)
- Como plaga de langosta (1975)
- Coming Home (1978)
- Promises in the Dark (1979) also director[4]
- The Mosquito Coast (1986)

### Actor
- Being There (1979) - Gary Burns

## Premios y distinciones
Premios Óscar
| Año  | Categoría      | Película             | Resultado |
| ---- | -------------- | -------------------- | --------- |
| 1969 | Mejor Película | Cowboy de medianoche | Ganador   |
| 1979 | Mejor Película | El regreso           | Nominado  |